# National Christmas Tree

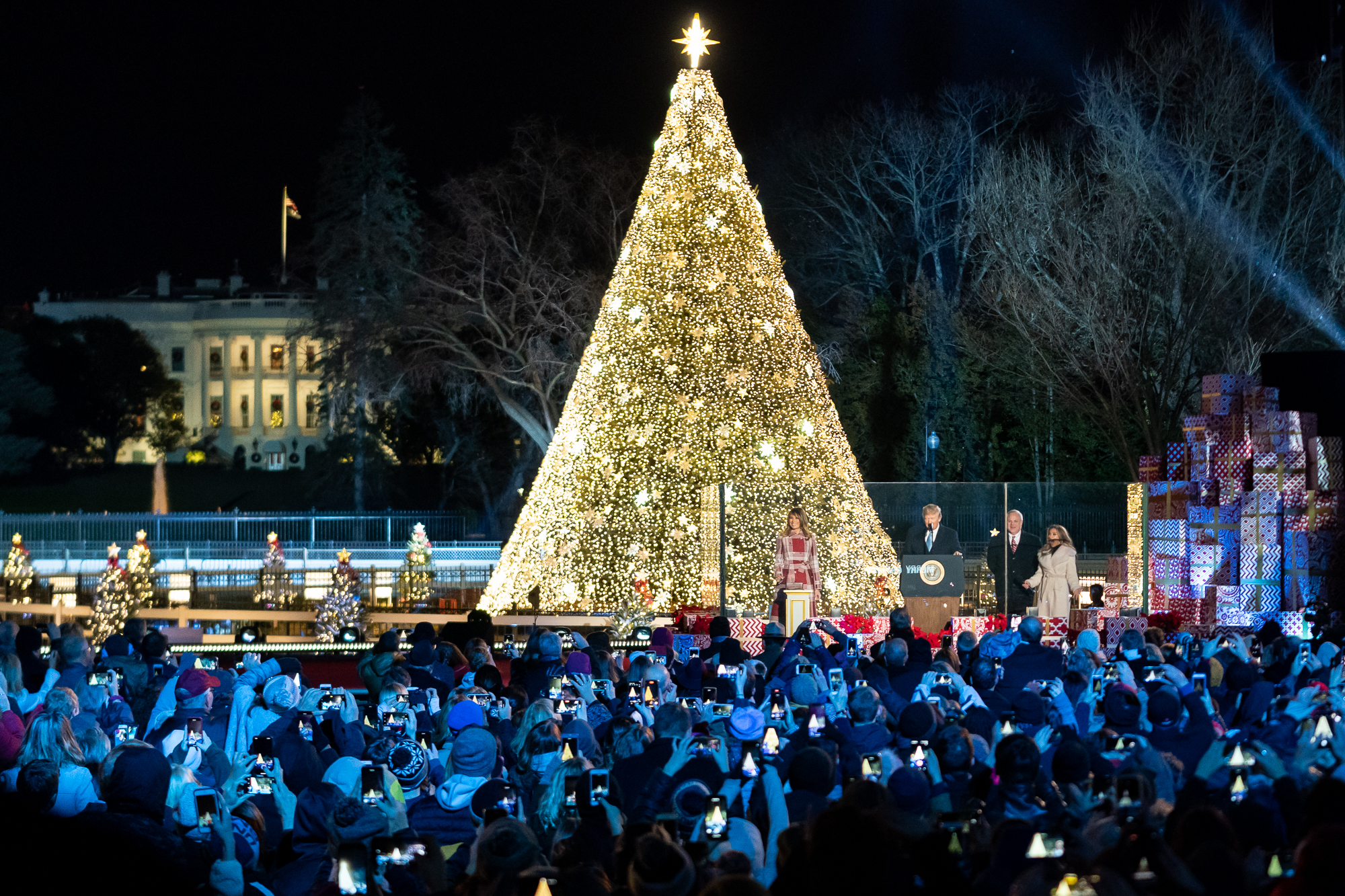
Der National Christmas Tree vor dem Weißen Haus im Dezember 2019

Der National Christmas Tree (deutsch nationaler Weihnachtsbaum), auch National Community Christmas Tree, steht in der Nähe des Weißen Hauses.
Das Einschalten der Weihnachtsbeleuchtung durch den Präsidenten der Vereinigten Staaten zu Beginn der Weihnachtszeit ist ein jährliches Fernsehereignis und der Beginn eines einmonatigen Festes, das als Pageant of Peace (etwa: Schaulaufen des Friedens) bekannt ist. Der durch kleinere Bäume und andere Dekorationen markierte Weg zum National Christmas Tree wird als Pathway to Peace (Pfad zum Frieden) bezeichnet.

## Geschichte

### National Community Christmas Tree

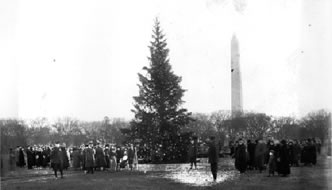
Der erste National Christmas Tree, beleuchtet am 24. Dezember 1923 in der Mitte des Ellipse-Parks vor dem Weißen Haus.

Die Tradition eines Nationalen Weihnachtsbaumes in Washington, D.C. begann 1923 während der Präsidentschaft von Calvin Coolidge. In dem Jahr stiftete Paul D. Moody, Präsident des Middlebury College (Vermont), eine 15 Meter hohe Balsamfichte aus Bundesstaat Vermont, dem Heimatbundesstaat von Coolidge. Dieser Baum wurde im Ellipse-Park vor dem Weißen Haus aufgestellt. Am Morgen des Heiligabend begrüßte Präsident Coolidge eine Menschenmenge und schaltete anschließend die Weihnachtsbeleuchtung ein. 2500 rote, weiße und grüne Glühbirnen, die von den Washingtoner Elektrizitätswerken gespendet wurden, beleuchteten den Baum. An der Zeremonie durften nur Weiße teilnehmen, Afroamerikanern war das Feiern am Baum erst ab Mitternacht gestattet.

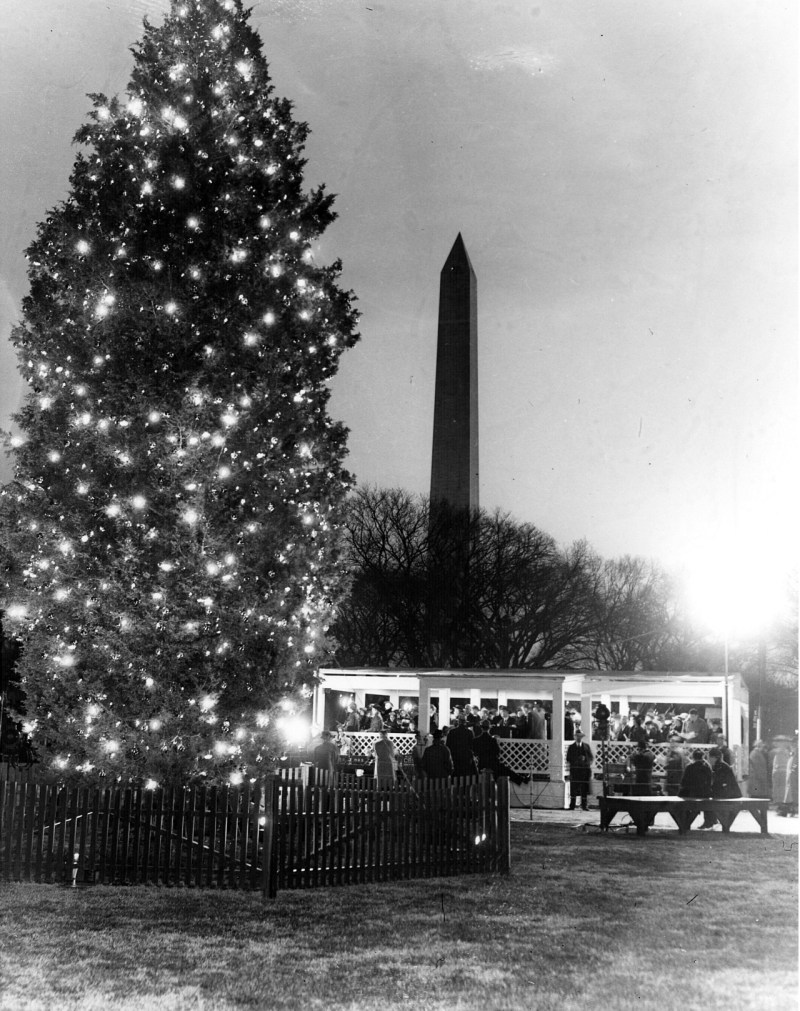
Der National Community Christmas Tree von 1940, beleuchtet von Präsident Franklin D. Roosevelt, vor dem Washington Monument.

1924 wurde der National Christmas Tree als National Community Christmas Tree (Weihnachtsbaum der nationalen Gemeinschaft) bekannt und die Beleuchtungszeremonie wurde zum Sherman Plaza nahe dem Osteingang des Weißen Hauses verlegt. Dort wurde eine 11 Meter hohe Fichte gepflanzt, die vom Amerikanischen Forstverband gestiftet wurde. Im Jahr 1927 wurde ein Bronzeschild am Fuß der Fichte angebracht, die ihn als „National Community Christmas Tree“ bezeichnete. Dieser Baum wurde durch das Stutzen und die Belastung des Baumes mit dem Gewicht und der Wärmeentwicklung der Beleuchtung beschädigt und 1929 durch eine neue Fichte aus New York ersetzt. Die zweite Fichte wurde ebenfalls beschädigt und im Frühling 1931 durch eine 8 Meter hohe Fichte ersetzt, die aus einer Baumschule des Büro für öffentliche Gebäude und öffentliche Parks stammt.
1932 wurden verdeckte Lautsprecher im Baum installiert, die Weihnachtslieder spielen. Damit wurde eine Tradition ins Leben gerufen, die sich über Jahrzehnte gehalten hat. Der Baum wurde auch „Singender Baum“ genannt und zog Tausende von Besuchern an.
Während der landschaftsbaulichen Veränderung des Sherman Plaza wurde die Zeremonie 1934 in den Lafayette Park nördlich des Weißen Hauses verlegt. Während der Zeremonie zeigte Präsident Franklin D. Roosevelt auf die Statuen der deutschen, polnischen und französischen Helden des Bürgerkrieges im Lafayette Park als Beispiel für die Vielfalt der amerikanischen Bevölkerung und sagte, dass der Weihnachtsgedanke weder Rassen noch Religionen kenne. Anstatt nur eine Fichte zu nutzen, wurde zwischen 1934 und 1938 noch eine 10 Meter hohe Fichte aus North Carolina im Wechsel genutzt, die neben der Andrew-Jackson-Statue stand. Es wurden neue sternförmige Lampen zur Dekoration des Baumes angeschafft. Da im Laufe der Woche einige Lampen gestohlen wurden, wurde im nächsten Jahr der Bau eines achteckigen Zaunes zum Schutz vor Vandalismus notwendig.
In den Jahren 1939 und 1940 kehrte die National Community Christmas Tree Feier wieder auf die großflächigere Ellipse im Süden des Weißen Hauses zurück. Jedes Jahr wurde ein 11 Meter hoher Virginischer Wacholder aus Virginia gepflanzt, der nach den Neujahrsferien wieder zurückverpflanzt wurde.
Im Jahr 1941 wurden zwei Kaukasus-Fichten in 300 Meter Entfernung vom südlichen Zaun des Weißen Hauses gepflanzt, die abwechselnd genutzt werden sollten. In diesem Jahr nahm Winston Churchill, der Premierminister des Vereinigten Königreiches von Großbritannien, an der Beleuchtungszeremonie teil, da er Heiligabend wegen Kriegsratssitzung im Weißen Haus weilte. Wegen der Einschränkungen durch den Zweiten Weltkrieg wurde in diesem Jahr kein neuer Weihnachtsschmuck gekauft, sondern der alte Weihnachtsbaum genutzt, der zum größten Teil von Schulkindern aus dem Bereich Washington gestiftet worden war. Aus Sicherheitsgründen wurde der National Community Christmas Tree bis zum Kriegsende 1945 nicht beleuchtet. Der Präsident drückte den Knopf nur symbolisch, das „Einschalten“ der Beleuchtung durch Präsident Harry S. Truman war jedoch das Startsignal für die Beleuchtung von Tausenden von Bäumen in Gemeinden im ganzen Land. Im Jahr 1946 wurde die Beleuchtungszeremonie, über die seit 1925 im Radio berichtet wurde, ein Fernsehereignis.
Von 1948 bis 1951 verbrachte Präsident Truman seinen Weihnachtsurlaub in seinem Haus in Independence und beleuchtete den National Community Christmas Tree per Fernbedienung. Im Jahr 1952 blieb er zur Beleuchtungszeremonie im Weißen Haus. Er hielt ein Plädoyer für den Weltfrieden und betete für die Feinde der Nation inmitten des Koreakrieges, der Monate später endete. Zwei Jahre zuvor hatte er sich in seiner Botschaft noch antikommunistisch geäußert.

### Christmas Pageant of Peace

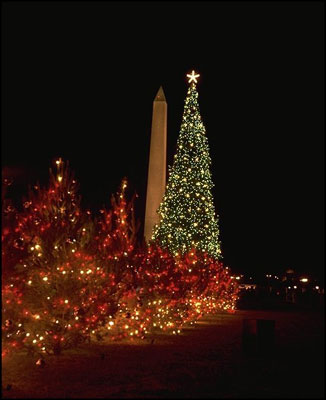
Rote Lichter schmücken die Bäume rund um die National Christmas Tree im Jahr 1965. Kleinere Bäume, die die 50 Staaten, fünf Gebiete, und den District of Columbia repräsentieren, bilden den Weg des Friedens.

Bis 1953 hatten sich die Radio- und Fernsehübertragen zu einem sehr umfangreichen Programm entwickelt. Die Zeremonie wurde von Millionen Zuschauern gesehen und die Ansprache des Präsidenten wurden von Voice of America in 34 Sprachen übertragen. Da die Veranstaltung immer mehr an Popularität gewann, wurden die lokalen Geschäftsleute aus dem Bereich von Washington, D.C. mit einbezogen, und diese erweiterten die Veranstaltung im großen Stil – das Weihnachtsfest des Friedens (Christmas Pageant of Peace) startete 1954. Die Feierlichkeiten rund um die Beleuchtung des National Community Christmas Tree, die 1954 erstmals nicht an Heiligabend begann, beinhalteten verschiedenen Elemente wie z. B. die lebensgroße Darstellung der Krippe, eine große Bühne, eine Kinderecke, und in manchen Jahren lebende Rentiere aus dem Washington National Zoo. Von 1954 bis 1972 wurde in jedem Jahr ein frisch gefällter Baum aus verschiedenen Bundesstaaten zum Weißen Haus gebracht und für die Dauer der Festlichkeiten auf der Ellipse aufgestellt. Der Beleuchtungszeremonie folgten Wochen von täglichen und nächtlichen Weihnachtspräsentationen bis zum 1. Januar. Der Weg zum Frieden, der zum National Community Christmas Tree führte, war von kleineren Weihnachtsbäumen gesäumt, die die verschiedenen Bundesstaaten und Territorien repräsentierten.
Im Jahr 1966 rief Lyndon B. Johnson in seiner Ansprache zur Überwindung der Rassentrennung auf. Ende der 1960er Jahre klagte die American Civil Liberties Union gegen die Aufstellung einer Weihnachtskrippe. Ein Gericht entschied zugunsten der Organisation, da die Veranstaltung säkular sei und der Förderung der Wirtschaft und des Tourismus diene.

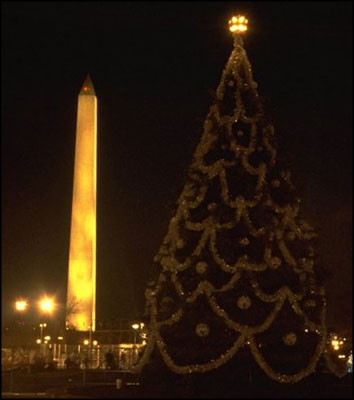
Das Washington Monument leuchtet hinter dem noch nicht beleuchteten U.S. National Christmas Tree von 1979.

Nachdem seit 1954 geschlagene Bäume genutzt wurden, wurde im Jahr 1973 im Rahmen der Feierlichkeiten wieder ein eingepflanzter Baum genutzt. Damit reagierte man auf Hunderte von Protestbriefen von Einzelpersonen und Umweltschutzgruppen, die sich für den Erhalt der Natur einsetzen. Die 13 Meter hohe Stech-Fichte aus Pennsylvania, gespendet von dem Nationalen Baumpfleger Verband wurde am Anfang des Jahres in der Ellipse gepflanzt. Aus Gründen der Energieeinsparung wurde der Baum 1973 erstmals überwiegend mit Weihnachtsschmuck versehen, der keine Energie benötigt, z. B. Kugeln und Girlanden. Dadurch wurden die Äste mit weniger Gewicht und Hitze belastet, was dem Schutz des Baumes diente. Trotzdem starb der Baum innerhalb weniger Jahre ab und wurde 1977 durch eine 10 Meter hohe Stech-Fichte aus Maryland ersetzt. Diese wurde bereits wenige Monate später durch einen Sturm zerstört. Eine 9 Meter hohe Stech-Fichte aus York (Pennsylvania) wurde 1978 auf der Ellipse gepflanzt und dient seitdem als National Christmas Tree.
1979 wurde der National Christmas Tree nur teilweise beleuchtet. Als Präsident Jimmy Carter seine Tochter Amy die Beleuchtung des Baumes am 13. Dezember einschalten ließ, wurde nur der Stern auf der Spitze des großen Baumes beleuchtet und nur kleine blaue Lichter illuminierten die Bäume am Weg des Friedens.
Der Präsident kündigte an, das der National Christmas Tree, als nationales Symbol, bis zur Freilassung der amerikanischen Geiseln im Iran dunkel bleiben würde.
General Electric hatte zu Ehren des 100. Jahrestages von Thomas Edisons Erfindung der Glühbirne, das Thema „Joy and Light“ mithilfe von wechselnden Beleuchtungen und visuellen Effekten und einem weißen Baum inszeniert. Trotzdem blieb der Baum unbeleuchtet. Im Jahr 1980 beleuchtete Präsident Carter den National Christmas Tree nur für 417 Sekunden, jede Sekunde symbolisierte einen Tag Gefangenschaft der amerikanischen Geiseln im Iran. Als die Geiseln am 20. Januar 1981 freigelassen wurden, wurde der Baum schnell für ihre Heimkehr wieder geschmückt.
Aufgrund von Sicherheitsbedenken nach dem Reagan-Attentat im März 1981 hat Präsident Ronald Reagan die Beleuchtung des National Christmas Tree nie von der Ellipse aus, sondern mit einer Fernbedienung aus dem Inneren des Weißen Hauses eingeschaltet. Erst Präsident George H. W. Bush führte die Tradition 1989 wieder ein.
1995 wurde der National Christmas Tree erstmals mit Solarenergie beleuchtet. Ab dem Jahr 2007 wurde eine LED-Weihnachtsbeleuchtung eingesetzt. Der Weihnachtsstern auf der Spitze des Baumes wurde ebenfalls auf die Nutzung von LED umgebaut.
Donald Trump wünschte in seiner Ansprache im Jahr 2020 ausschließlich seinen christlichen Landsleuten ein gutes Weihnachtsfest.
Für das Jahr 2023 wurden 10.000 Zuschauer zugelassen, die zuvor ausgelost worden waren.